# 印尼族群
這篇是對印尼族群（英語：Ethnic groups in Indonesia）的組成予以列表，以及做簡單描述。
印尼紀錄上有 1,340個族群，它們之中絕大多數屬於南島民族。
根據分類，其中最大的族群是爪哇族，佔全國總人口的40%左右。爪哇族集中居住在爪哇島，特別是在中部和東部地區。巽他族是第二大族群；他們家鄉位於爪哇島的西部和蘇門答臘島的南部邊緣。巽他海峽以這個族群之名來命名。排在其後的較大族群有馬來族、巴塔克人、馬都拉族、巴達維族、米南加保人和布吉人。
特別是在加里曼丹和巴布亞，有許多小族群，成員僅數百名。大多數印尼當地語言屬於南島語系，但有相當多，特別是在印尼東部，使用的是巴布亞語系，這種語系和南島語系並無關聯。根據印尼在2000年所做的人口普查，印尼華人的人數佔印尼總人口的比例略低於1%。這些華人使用各種漢語，其中最普遍是閩南語和客家話。
在印尼，對於族群分類的方式並不嚴謹，受到移民、文化和語言的影響，在某些情況下會很難劃分；例如有人認為萬丹族是巽他族中的一支；然而因為萬丹族有自己獨特的方言，而有人認為他們完全是個不同的族群。巴堆族是另外一例，他們與巽他族有許多文化相似之處。混血族群的一個例子是巴達維人，他們不僅是印尼不同族群間通婚的後代，而且還在荷屬東印度殖民時期與居住於巴達維亞城（今日雅加達）的阿拉伯、中國和印度移民通婚而混血。

## 統計

### 2010年
根據2010年的人口普查，印尼人口在百萬以上的族群，其人口數量和佔比如下表：。
| 族群名稱   | 人口 (百萬) | 百分比 | 主要分布區域                                                                                             |
| ---------- | ----------- | ------ | --- |
| 爪哇族     | 95.217      | 40.06  | 名古魯省、東爪哇省、東加里曼丹省、中爪哇省、占碑省、楠榜省、北蘇門答臘省、廖內省、南蘇門答臘省及日惹特區 |
| 巽他族     | 36.705      | 15.51  | 萬丹省，西爪哇省                                                                                         |
| 印尼馬來人 | 8.754       | 3.70   | 邦加-勿里洞省、占碑省、北蘇門答臘省、廖內省、廖內群島省、南蘇門答臘省及西加里曼丹省                      |
| 巴塔克人   | 8.467       | 3.58   | 北蘇門答臘省、廖內省、廖內群島省及雅加達                                                                 |
| 馬都拉族   | 7.179       | 3.03   | 東爪哇省                                                                                                 |
| 巴達維人   | 6.808       | 2.88   | 雅加達                                                                                                   |
| 米南加保人 | 6.463       | 2.73   | 廖內省、西爪哇省                                                                                         |
| 布吉人     | 6.415       | 2.71   | 中蘇拉威西省、東加里曼丹省、北加里曼丹省、南蘇拉威西省、東南蘇拉威西省及西蘇拉威西省                     |
| 萬丹族     | 4.642       | 1.96   | 萬丹省                                                                                                   |
| 班加爾族   | 4.127       | 1.74   | 南加里曼丹省、中加里曼丹省及東加里曼丹省                                                                 |
| 巴厘島人   | 3.925       | 1.66   | 巴厘島                                                                                                   |
| 亞齊人     | 3.404       | 1.44   | 亞齊特區                                                                                                 |
| 達雅族     | 3.220       | 1.36   | 中加里曼丹省、東加里曼丹省、北加里曼丹省及西加里曼丹省                                                   |
| 薩薩克人   | 3.175       | 1.34   | 西努沙登加拉省                                                                                           |
| 印尼華人   | 2.833       | 1.20   | 邦加-勿里洞省、雅加達、廖內省、廖內群島、西加里曼丹省、中爪哇省北部海岸及東爪哇省                        |
| 望加錫人   | 2.673       | 1.13   | 南蘇拉威西省                                                                                             |
| 井里汶人   | 1.878       | 0.79   | 西爪哇省                                                                                                 |
| 楠榜人     | 1.376       | 0.58   | 楠榜省                                                                                                   |
| 巨港人     | 1.252       | 0.53   | 南蘇門答臘省                                                                                             |
| 哥倫打洛人 | 1.252       | 0.53   | 哥倫打洛省                                                                                               |
| 米納哈桑族 | 1.240       | 0.52   | 北蘇拉威西省                                                                                             |
| 尼亞斯人   | 1.042       | 0.44   | 北蘇門答臘省                                                                                             |

而根據2000年人口普查，印尼族群的比例如下：（在2001年以前，一些現在被認為是不同的族群被歸入更大的群體之內。到2010年人口普查之後，這些族群才被單獨計算。）

印尼原住民族群分布圖。非原住民族群，如華人、阿拉伯人及印度人並未在圖中顯示，這些族群通常居住在城市區域。

| 族群       | 人口 (百萬) | 百分比 | 主要分布區域                                                                                  |
| ---------- | ----------- | ------ | --------------------------------------------------------------------------------------------- |
| 爪哇族     | 92.24       | 42.00  | 中爪哇省、東爪哇省、日惹特區、雅加達、北蘇門答臘省、南蘇門答臘省、明古魯省及楠榜省            |
| 巽他族     | 30.978      | 15.41  | 西爪哇省、萬丹省、雅加達及楠榜省                                                              |
| 印尼馬來人 | 6.946       | 3.45   | 亞齊特區、北蘇門答臘省、廖內省、廖內群島省、占碑省、南蘇門答臘省、邦加-勿里洞省及西加里曼丹省 |
| 馬都拉族   | 6.772       | 3.37   | 馬都拉島及東爪哇省                                                                            |
| 巴塔克人   | 6.076       | 3.02   | 北蘇門答臘省、亞齊特區、西蘇門答臘省、廖內省、廖內群島省及雅加達                              |
| 米南加保人 | 5.475       | 2.72   | 西蘇門答臘省、廖內省、廖內群島省及雅加達                                                      |
| 巴達維人   | 5.042       | 2.51   | 雅加達、萬丹省及西爪哇省                                                                      |
| 布吉人     | 5.010       | 2.49   | 南蘇拉威西省、東南蘇拉威西省、中蘇拉威西省及東加里曼丹省                                      |
| 亞齊人     | 4.419       | 2.05   | 亞齊特區                                                                                      |
| 萬丹族     | 4.113       | 2.05   | 萬丹省                                                                                        |
| 班加爾族   | 3.496       | 1.74   | 南加里曼丹省及東加里曼丹省                                                                    |
| 巴厘島人   | 3.028       | 1.51   | 巴厘島                                                                                        |
| 印尼華人   | 2.832       | 1.20   | 北蘇門答臘省、廖內省、廖內群島省、西加里曼丹省、雅加達及邦加-勿里洞省                         |
| 薩薩克人   | 2.611       | 1.17   | 西努沙登加拉省                                                                                |
| 望加錫人   | 1.982       | 0.99   | 南蘇拉威西省                                                                                  |
| 米納哈桑族 | 1.900       | 0.96   | 北蘇拉威西省及哥倫打洛省                                                                      |
| 井里汶人   | 1.890       | 0.94   | 西爪哇省及中爪哇省                                                                            |

## 原住民族群

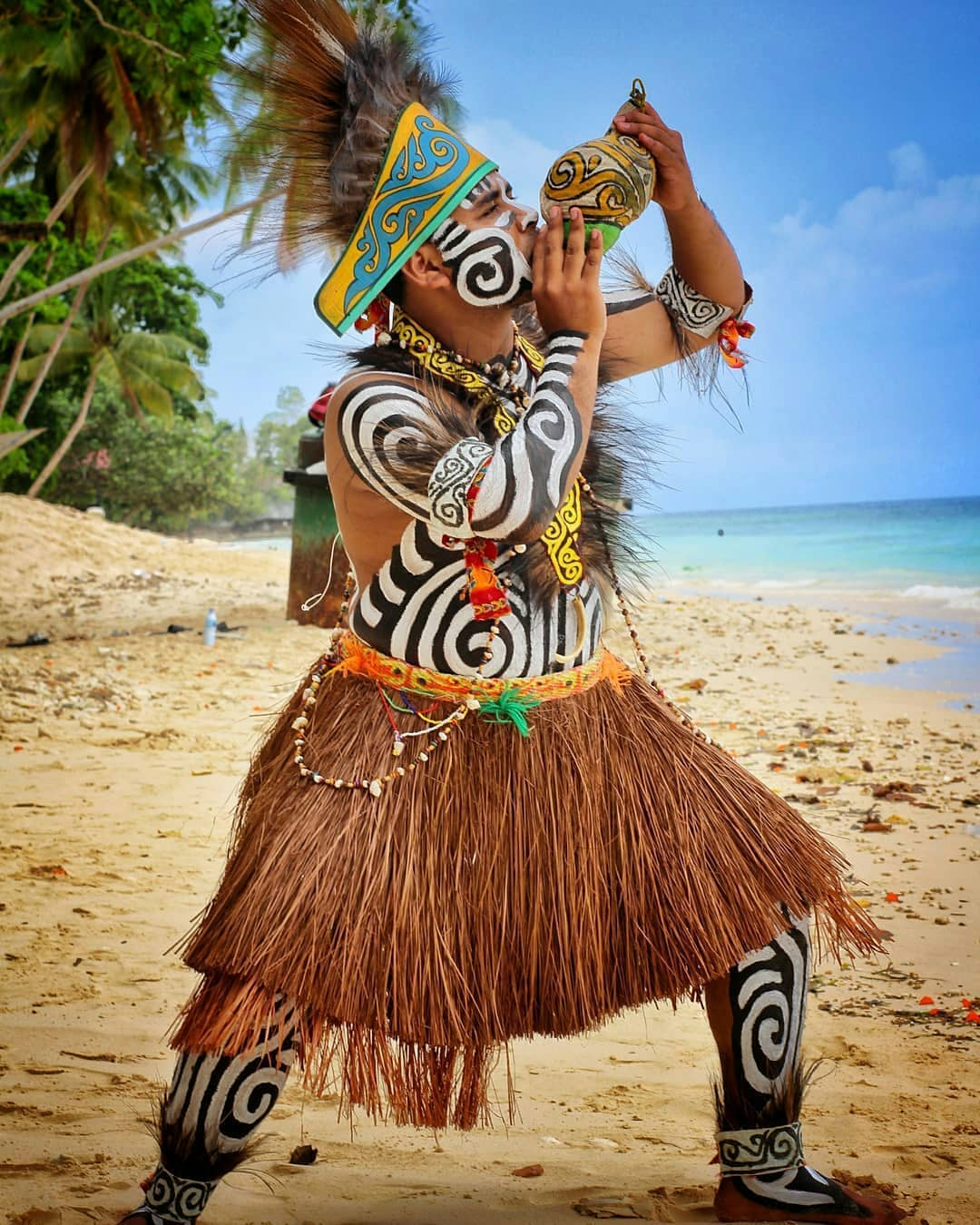
在巴布亞比亞克島，當地人的傳統服飾。

有些族群是印尼某些地區的原住民。由於印尼長期有國內移民的情況（例如透過國內移民計畫或是出於其他的原因），這些族群有很大部分生活在其原始居住地區以外的地方。
- 爪哇島：爪哇族（騰格爾族、歐信族、邦宇馬斯人（英语：Banyumasan people）等）、巽他族（萬丹族、巴堆族）、井里汶人、巴達維人、馬都拉族
- 馬都拉島：馬都拉族
- 蘇門答臘島：馬來族、亞齊人、加約族、阿拉斯族（英语：Alas people）、巴塔克人、米南加保人、呂江族（英语：Rejang people）、楠榜人、尼亞斯人、明打威族（英语：Mentawai people）、恩加諾人（英语：Enggano people）、奧蘭·林巴族（英语：Orang Rimba people）、羅越人等
- 加里曼丹：達雅族、班加爾族、馬來族、古泰人等
- 蘇拉威西島：望加錫人、布吉人、曼達族（英语：Mandarese people）、米納哈桑人、托拉查人、哥倫打洛人、巴瑤族等
- 小巽他群島：巴厘島人、薩薩克人、松巴哇島人、畢瑪族（英语：Bimanese people）、曼賈來族（英语：Manggarai people）、拉瑪和拉特族（英语：Lamaholot people）、阿投倪族（英语：Atoni）、德頓族（Tetunian）、和龍族（英语：Helong people）、羅地族（英语：Rotenese people）、薩武族（英语：Savu people）、松巴族（英语：Sumba people）、阿洛群島人等
- 摩鹿加群島：阿爾佛人（英语：Alfur people）、安汶人、努奧盧族（英语：Nuaulu people）、馬努塞拉族（英语：Manusela people）、韋美族（英语：Wemale people）、塔寧巴爾群島人等
- 巴布亞：達尼族（英语：Dani people）、巴烏茲人、阿斯馬特族、阿盟族（英语：Amung people）等（參見西巴布亞族群列表（英语：List of ethnic groups of West Papua））

## 非原住民族
縱觀印度尼西亞歷史，曾發生過幾次外來族群廣泛移入印尼群島的浪潮，但這些人通常在城市中定居，少有選擇在農村地區定居的情事。
- 華人：印尼華人是當地最重要的外來少數族群，官方資料的人數約為280萬，其他資料的估計則在200至400萬之間。這些人的祖先從16世紀開始移居來此，在19世紀和20世紀的數目大增。這個族群主要集中在爪哇城市地區稱為唐人街（英語：pecinan）的所在，在雅加達、泗水、丹格朗（萬丹省）、廖內省、廖內群島省、邦加-勿里洞省和西加里曼丹省均有華人聚集處。

目前華人與巴達維人、馬來族、爪哇族、巽他族等原住民族群和平相處；此外印尼有少數住有相當數量華人的城市，他們會保留與中國有關的遺跡。這類遺跡分佈在整個印尼群島，尤其是在巨港、雅加達、泗水和其他沿海城市的數量最多。
- 印度人：印度人也在印尼群島定居；但他們的數量不如華人多。他們也主要集中在城市中，在中雅加達行政市的帕薩·巴魯（英语：Pasar Baru）附近，還有棉蘭的坎彭·瑪德拉斯（英语：Kampung Madras）住有相當多這類族群。幾乎95%的印度裔印尼人居住在北蘇門答臘省。
- 印都人（英语：Indo people）：（簡稱Indos）指的是印尼人和荷蘭/歐洲人混血的後代。這個族群在荷屬東印度殖民時代才出現。今天此類具有不同程度混血的印都人，數目不到一百萬。這個族群目前主要居住在雅加達，他們之中有許多擁有荷蘭和印尼的雙重國籍。截至2011年，估計居住在荷蘭以外 （包括在印尼）的印都人有124,000人。[7]
- 馬爾迪吉基爾人：這個名字的意思是“自由人”，源於馬來語“merdeka”（義為“自由”）的荷蘭語發音。 馬爾迪吉基爾人的祖先來自印度、非洲和馬來半島，曾是葡萄牙人的奴隸。他們被荷蘭東印度公司帶到印尼，並在定居之後被釋放為自由人。經歷長久的時間，多數人設法回到各自的家鄉。等仍有少數留在今日的雅加達，同時保留有自己獨特族群文化。
- 日本人：有少數日本人在第二次世界大戰日本戰敗後遷移到印尼。隨後幾年又逐漸遷回日本，只有少數前日本士兵留在印尼，並成為印尼公民。自1990年代以來，日本在印尼的商業和投資增加，推動在印尼的日本人增加，其中多數仍保有日本公民身份。這類人主要住在雅加達和巴厘島。